# زیلیم-کارانوو
زیلیم-کارانوو (انگلیسی: Zilim-Karanovo) یک شهرک در شهرستان گافوریسکی استان باشقیرستان کشور روسیه است.